# 天倉四
鯨魚座ζ，又名BD-11 359，HD 11353、SAO 148059、HR 539，是鯨魚座的一颗恒星，视星等为3.73，位于銀經165.88，銀緯-68.05，其B1900.0坐标为赤經1h 46m 31.4s，赤緯-10° -68.05′ 45″。